# Bildungssystem in Lettland

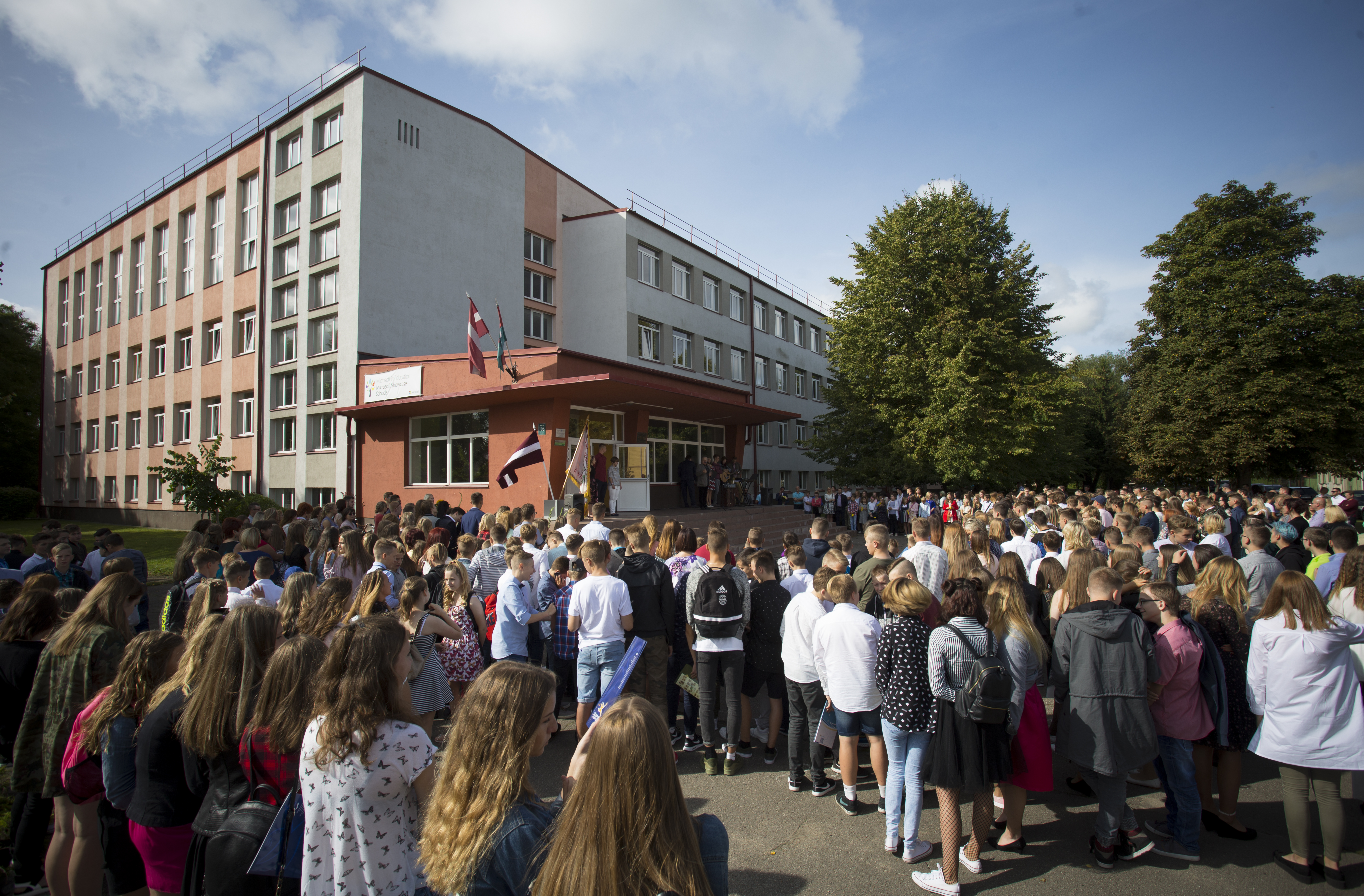
Tag des Wissens am 1. September (Schulbeginn) in Lettland

Das Bildungssystem in Lettland umfasst das Schul- und das Hochschulsystem. Beide sind großenteils staatlich und werden durch das Bildungsministerium organisiert.

## Schulsystem

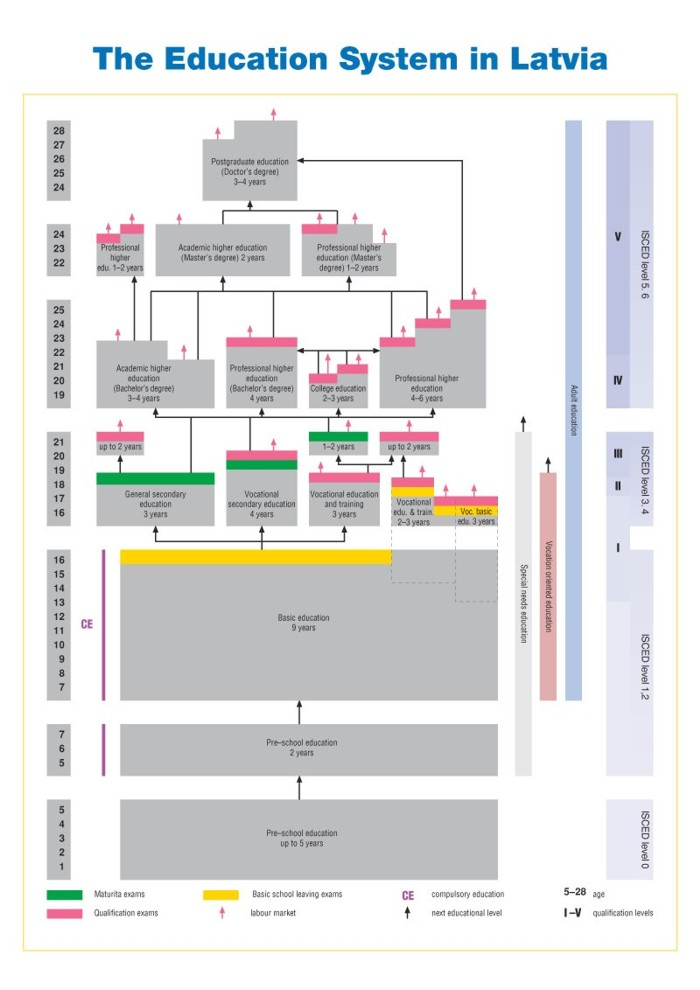
Bildungssystem in Lettland

Die Schulbildung setzt mit der Vorschulausbildung (Pirmskolas izglītība) im Alter von 5 oder 6 Jahren ein. Vom 7. Lebensjahr an beginnt die allgemeine Schulpflicht bis zum 16. Lebensjahr. Der Pflichtbesuch gliedert sich in einen Primärunterricht (Sākumskola und Pamatskola, Klassen 1 bis 4) und einen gesamtschulartigen Sekundärunterricht (Vidusskola, Klassen 5 bis 9), der durch ein Abschlusszertifikat (Apliecība par pamatizglītību) bestätigt wird.
Im Anschluss an diese Ausbildung und bei Vorliegen dieses Abschlusszertifikates können allgemein-weiterbildende Schulen (Vispārējā vidējā izglītība, Klassen 10 bis 12) oder berufliche-weiterbildende Schulen (Profesionālā vidējā izglītība) besucht werden. Deren Abschlusszertifikate, das Abitur (vidusskola diploma), berechtigen zum Besuch von Universitäten oder höheren Bildungsinstituten.
In Lettland sprechen nur etwas über der Hälfte der Einwohner Lettisch als Muttersprache. Im Bereich der allgemeinen Schulpflicht (6./7. bis 16. Lebensjahr) ist der Schulbesuch an staatlichen Schulen kostenlos und wird überwiegend in lettischer Sprache erteilt. Lange Zeit gab es auch rein russischsprachige Schulen. Das ist seit 2020 untersagt. An privaten Schulen wird auch in anderen Sprachen unterrichtet, vor allem Englisch, doch gibt es auch polnische, estnische, litauische und jüdische Schulen sowie eine Deutsche Schule Riga.
Ein Religionsunterricht wird nur auf Antrag der Eltern eingerichtet. Die stärkste Konfession (33 %) sind die Lutheraner, in Lettgallen herrschen die Katholiken (22 %) vor. Einwohner mit russischem Hintergrund gehören eher der orthodoxen Kirche (20 %) an.
Bei den PISA-Studien 2018 waren die Leistungen leicht unterdurchschnittlich im OECD-Vergleich, schlechter als in Deutschland, aber besser als in Russland.

### Sonstiges
- Die lettischen Kinder haben die längsten Sommerferien Europas (1. Juni bis 1. September).
- Noten werden ab der 4. Klasse vergeben. Die beste Note ist eine 10, auf Lettisch iszili (ausgezeichnet). Mit einer 1 ist man durchgefallen und auch noch mit einer 2 oder 3.
- Unterrichtsstunden dauern nur 40 Minuten. Der Unterricht findet montags bis freitags statt, meist zwischen 8.30 und 15 Uhr.
- Traditionell werden den Lehrern zum Schulanfang am 1. September Blumen und Geschenke überreicht. Angesprochen werden sie nicht mit ihrem Namen, sondern mit skolotājs bzw. skolotāja, das bedeutet Lehrer bzw. Lehrerin.

## Hochschulbildung

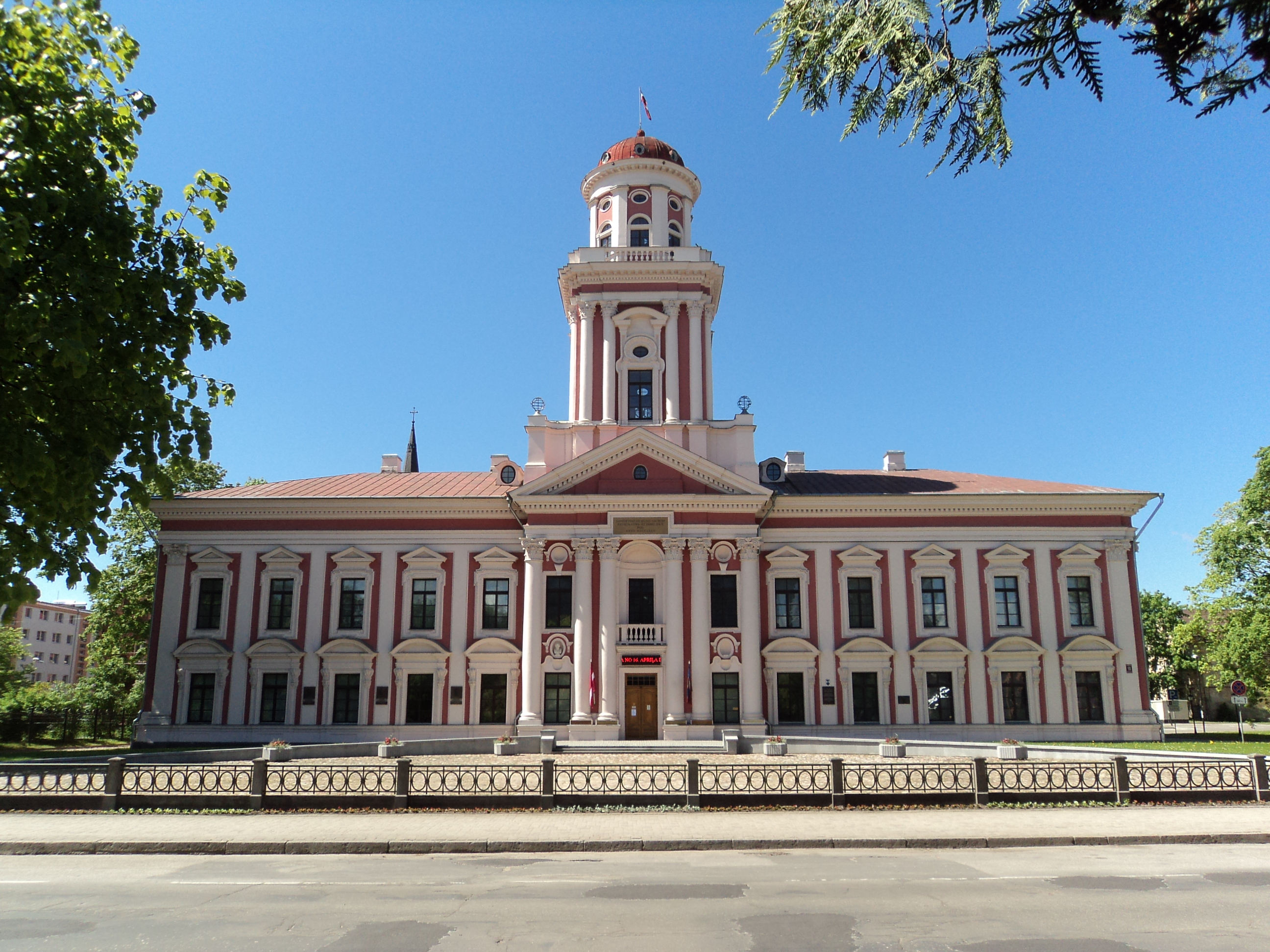
Historisches Gebäude des Akademischen Gymnasiums Mitau

Lettland hat das sowjetische Bildungssystem geerbt, es wurde jedoch seit dem EU-Beitritt des Landes im Jahr 2004 modernisiert. Die lettischen Hochschulen, die fast alle in Riga liegen, sind Teil des Bologna-Prozesses.
- Liste der Universitäten in Lettland

## Geschichte

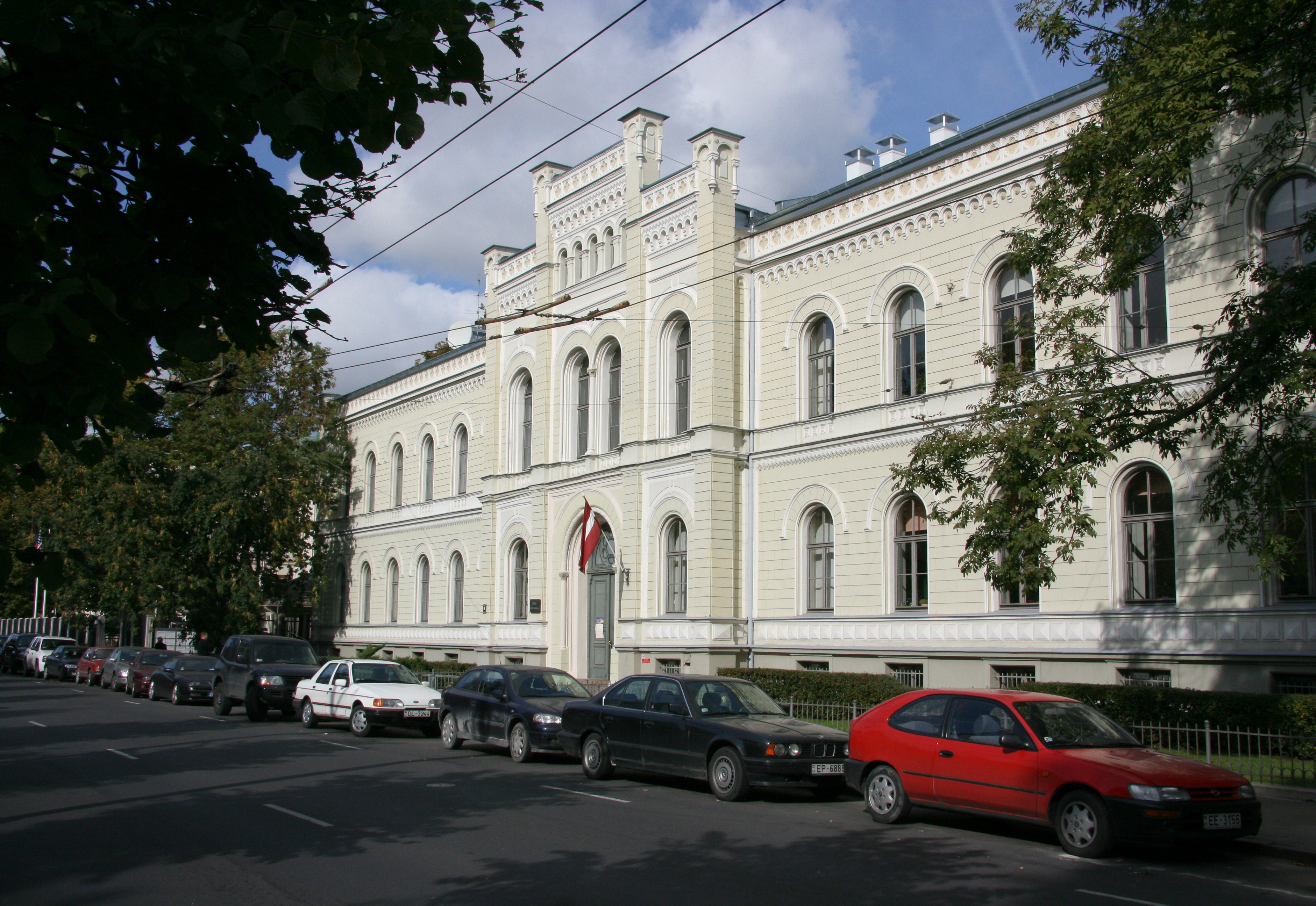
Das heutige 1. Staatsgymnasium Riga war schon Domschule, lutherische Gelehrtenschule und städtisches Humanistisches Gymnasium

Das heutige 1. Staatsgymnasium Riga ist die älteste Schule des Landes und im Baltikum. Bischof Albert von Buxthoeven gründete 1212 ein Domschule am Dom zu Riga. Mit der Reformation 1527/28 unter dem Superintendenten und Rektor Jacob Battus († 1545) wurde sie in eine städtische lutherische Gelehrtenschule umgeformt. 1631 entstand hier ein Akademisches Gymnasium, das schon einer Hochschule entsprach. Von 1764 bis 1769 war Johann Gottfried Herder an der Domschule tätig.
Daneben wurde 1675 von Karl XI. von Schweden ein Lyzeum neben der Jacobi-Kirche in Riga gegründet worden, deren Hauptpastor meist auch Rektor des Lyzeums war. 1710/11 ging es im Großen Nordischen Krieg zunächst unter, wurde aber von  der Kaiserin Anna 1733 wieder eröffnet. Die Familie von Campenhausen trug dazu bei, der erste Rektor Johann Loder (1687–1775) übernahm vieles aus der Schule in Halle. Zurzeit des Pastors Johann Christoph Brotze stieg das Lyzeum 1804 zum kaiserlichen Gouvernementgymnasium für ganz Livland auf und wurde im Zuge der Russifizierung 1890 zum Nikolai-Gymnasium. Der russische Staat übernahm 1795 die 1774 noch unter polnischer Oberhoheit von Peter von Biron gegründete Academia Petrina in Mitau und erhob sie 1804 zum Gouvernementsgymnasium für ganz Kurland.
Dagegen wurde 1804 die Domschule Riga zur Kreisschule herabgestuft. Erst 1860 wurde wieder ein deutschsprachiges Realgymnasium gegründet, aus dem 1873 das humanistische Stadt-Gymnasium mit einer Real-Abteilung hervorging. Der deutschbaltische spätere Nobelpreisträger für Chemie (1909) Wilhelm Ostwald besuchte die Schule, ebenso sein Schüler Paul Walden. 1892 wurde die Unterrichtssprache russifiziert. Wahlweise konnte Unterricht in lettischer Sprache seit 1896 erteilt werden. Als hier 1920 Lettisch vorgeschrieben wurde, entstanden daneben als deutschsprachige Schulen das Klassische Gymnasium, das bis 1934 bestand, und vorher schon das Städtische Deutsche Gymnasium, das zum Beispiel der Komiker Heinz Erhardt 1924–26 ohne Abschluss besuchte. Im Zuge der Etablierung des neuen lettischen Schulsystems erfolgten um 1920 weitere Schulgründungen, so das Lycée Français de Riga (Rīgas Franču licejs) mit dem Schwerpunkt auf Französisch, das 1991 wiederbelebt wurde.
Das Staatsgymnasium Daugavpils (Dünaburg) ist die älteste Schule (1831) in der zweitgrößten Stadt Lettlands. In der drittgrößten Stadt Liepaja (Libau) wurde 1865 ein Nikolai-Gymnasium errichtet, dessen Unterrichtssprache 1888 von Deutsch auf Russisch wechselte. Zu den Schülern gehörten der litauische Premier Leonas Bistras, der Psychologe Oswald Külpe, der polnische Präsident Gabriel Narutowicz und der jüdische Linguist Max Weinreich. 1915 wurde es geschlossen und nach Petrograd verlagert.
1862 wurde das Polytechnikum Riga mit technischer Ausrichtung neben der in Estland liegenden Kaiserlichen Universität Dorpat gegründet. Daraus entstanden die ab 1919 so genannte Lettische Universität und die 1958 ausgegliederte Technische Universität Riga. Auch mit der Gründung der Republik Lettland entstanden 1919 die Kunstakademie Lettlands und die Lettische Musikakademie Jāzeps Vītols, wo der Geiger Gidon Kremer studierte.

## Einzelbelege
1. ↑  Ministerium für Bildung und Wissenschaft der Republik Lettland | World University Service. Abgerufen am 18. November 2023 (englisch).
2. ↑  Gesine Dornblüth: Schule in Lettland - Sprachwechsel ohne Probleme. Deutschlandfunk, 2020, abgerufen am 18. November 2023.
3. ↑  Deutsche Schule Riga. Abgerufen am 18. November 2023.
4. ↑  Ulrich Hemer: Religionsunterricht baut Europarealität und Zukunftschancen des Religionsunterrichts in Europa. (PDF) 2010, abgerufen am 17. November 2023.
5. ↑  Markus Nowak: Zwischen Volksfrömmigkeit und Säkularisierung - Franziskus im Baltikum. Deutschlandfunk, 2018, abgerufen am 18. November 2023.
6. ↑  Andreas Schleicher: PISA 2018. (PDF) OECD, 2019, abgerufen am 1. Januar 2022 (englisch).
7. ↑  BBLD: Loder, Johann(es) (1687-1775). Abgerufen am 19. November 2023.
8. ↑  Michael Rocher: Das Waisenhaus von Alp als ‚pietistisches‘ Zentrum – Nachbildung, Ausgangspunkt oder nur ein gescheitertes Projekt? In: Baltische Bildungsgeschichte(n). De Gruyter Oldenbourg, 2022, ISBN 978-3-11-098713-3, S. 181–198, doi:10.1515/9783110987133-010/html (degruyter.com [abgerufen am 19. November 2023]).
9. ↑  Antje Coburger: Das kaiserliche Lyzeum Riga und die Familie Poelchau. 22. November 2008, abgerufen am 19. November 2023 (deutsch).
10. ↑  G. Schweder: Die alte Domschule und das daraus hervorgegangene Stadt-Gymnasium zu Riga : zur Erinnerung an die erste Begründung der Domschule vor 700 Jahren und an die Erneuerung des Stadt-Gymnasiums vor 50 Jahren. 1910, abgerufen am 18. November 2023.
11. ↑  Deutsches Klassisches Gymnasium in Riga 1928-1934 - Deutsche Digitale Bibliothek. Abgerufen am 18. November 2023.
12. ↑  Städtisches Deutsches Gymnasium in Riga 1906-1938 - Deutsche Digitale Bibliothek. Abgerufen am 18. November 2023.
13. ↑  Staatsgymnasium Daugavpils. Pasch-Schulen, abgerufen am 18. November 2023.